# Africae munus
Africae munus (dt.: Das Engagement Afrikas) ist der Titel des nachsynodalen Apostolischen Schreibens Papst Benedikts XVI.  Es wurde am 19. November 2011, während der Papstreise, in Ouidah (Benin) als  Schlussdokument zur Zweiten Sonderversammlung der Bischofssynode über Afrika unterzeichnet.

## Zwei Sonderversammlungen für Afrika
Vom 10. April – 8. Mai 1994 wurde die Erste Sonderversammlung für Afrika abgehalten. Sie stand unter dem Leitgedanken „Die Kirche in Afrika und ihr Evangelisierungsauftrag im Hinblick auf das Jahr 2000“. Mit der Veröffentlichung des nachsynodalen Apostolischen Schreibens Ecclesia in Africa am 14. September 1995 definierte Papst Johannes Paul II. Perspektiven und Engagement Afrikas am Beginn des Dritten Jahrhunderts.
Vom 4. Oktober – 25. Oktober 2009 fand die Zweite Sonderveranstaltung statt. Sie stand unter dem Thema „Die Kirche in Afrika im Dienst der Versöhnung, der Gerechtigkeit und des Friedens“ und hatte das Leitmotiv: „Ihr seid das Salz der Erde…Ihr seid das Licht der Welt“ (Mt 5,13-14 )

## Das Abschlussdokument
„Papst Benedikt greift in dem Schreiben Ideen und Vorschläge auf, die bei der Synode geäußert wurden. Er knüpft an die Diskussionen der Synodenväter und an Ergebnisse der Versammlung an. Gleichwohl ist das Apostolische Schreiben etwas anderes als ein Bericht oder Protokoll, etwas anderes auch als eine Programmschrift oder eine kirchenpolitische Agenda. Entstanden ist vielmehr ein durch und durch geistliches Dokument, in dem sich die Theologie von Papst Benedikt ausspricht und die Grundperspektiven seines Pontifikates fast leitmotivisch aufscheinen und gerade die Stimme der Bischofssynode vernehmbar macht“

## Kurzbeschreibung
Die Hauptgliederung des Dokuments besteht neben der Einleitung und dem Schluss aus zwei Teilen. In der Einleitung geht der Papst noch einmal auf die Ergebnisse der Ersten Sonderversammlung für Afrika ein und erklärt die Ausführungen seines Vorgängers Johannes Paul II., im Schlussteil greift er einen Gedanken aus dem Evangelium nach Markus auf und leitet mit den Worten „Hab nur Mut, steh auf, er ruft dich“ (Mk 10,49 ) den abschließenden Teil seiner Exhortatio ein.

### Erster Teil
Hier widmet sich der Papst der Frage, wie die Kirche Afrikas „im Dienst der Versöhnung, der Gerechtigkeit und des Friedens“ leben und wirken kann. Er greift die afrikanischen Gegebenheiten auf und reißt einige „Arbeitsfelder für die Versöhnung, die Gerechtigkeit und den Frieden“ an. Zu diesen, wie er es nennt Arbeitsfeldern, gehören die „Aufmerksamkeit gegenüber der Person“ (Ziffer 32–41) und das „Miteinander leben“ (42–68). Unter diese Betrachtung fällt gleichwohl die „Afrikanische Sicht des Lebens“ (69–87) und der „Dialog und die Gemeinschaft unter den Gläubigen“ (88–96).

### Zweiter Teil
Im 1. Kapitel (99–131) befasst sich Benedikt XVI. mit den „Gliedern der Kirche“, die von Bischöfen, Priestern, Missionaren, ständigen Diakonen, gottgeweihten Personen, Seminaristen, Katechisten und Laien repräsentiert werden. Er leitet dann im 2. Kapitel auf die „Hauptbereiche des Apostolats“ (132–146) über und geht schließlich im 3. Kapitel auf die „Neuevangelisierung“ (159–171) ein.